# ソニック×シャドウ TOKYO MISSION
『ソニック×シャドウ TOKYO MISSION』（ソニック シャドウ トーキョー・ミッション、原題：Sonic The Hedgehog 3）は、 セガのゲーム『ソニック』フランチャイズをベースにしたアメリカ合衆国と日本の合作によるアクションコメディ映画。日本では2024年12月27日に公開された。

## 概要
『ソニック・ザ・ムービー/ソニック VS ナックルズ』（2022年）の続編である。監督のジェフ・ファウラーが続投する。
2024年8月28日に予告編第一弾が公開された。
入場者特典では『月刊コロコロコミック』（小学館）で『漆黒のハリネズミ シャドウ・ザ・ヘッジホッグ』を連載している今田ユウキが描きおろした漫画冊子が配布される。シャドウに焦点が当てられており、本作のエピソード0となる内容で、劇中には登場しない冊子のみで描かれるストーリーとなっている。

## ストーリー
東京湾の沖合にあるGUNの施設「監獄島」のシステムがハッキングされ、そこで保全されていた生命体シャドウが解放されてしまう。その頃、トム、マディ、テイルス、そしてナックルズは、誕生日祝いの代わりにソニックが地球に来た日を記念日として祝っていた。そんなパーティの最中、GUNのヘリに乗ったエージェント・ロックウェルが現れ、チームソニックに直々の招集をかける。
日本の渋谷にやってきたソニック達は早速シャドウと争うも、三人がかりでも歯が立たない。バイクでその場を去ったシャドウをソニックは一人で追いかけるも、結局は逃げられてしまう。今後のことを話し合うためにソニック達が訪れた渋谷の人気店「チャオガーデン」に、ウォルターズ副議長が今回の一件について説明しに現れ、シャドウの悲劇的な過去を語る。直後、ロボトニックのドローンの襲撃を受けてウォルターズは殉職、事切れる前に「シャドウを救って欲しい」とソニックにキーカードを渡し、守るように伝える。その後駆けつけたロックウェルはその光景を見てソニック達がキーカードを盗んだと判断、元々信用していなかった彼等に危機感を覚える。
襲撃してきたドローンを無力化した謎の人物を追ったソニック達は、その正体がロボトニックの部下であるエージェント・ストーンだと知る。ストーンはドローンの操り手がロボトニックでないこととロボトニックの生存を明かす。自分のドローンを勝手に使われたロボトニックは憤り、盗んだ犯人を追うためソニックと渋々手を組む。
しかし、その犯人とはロボトニックの生き別れの祖父、ジェラルドであった。GUNの施設だった廃墟を訪れたソニック達は分断され、ジェラルドは家族の愛に飢えていたロボトニックの心に付け入り寝返らせ、GUNの本部からもう一つのキーカードをともに強奪することを画策する。
GUNの本部のキーカードが狙われていることを知ったソニックは、ロボトニックらに先んじてキーカードを強奪しようと計画するが、侵入を予測していたロックウェルの妨害に合う。争奪戦の混乱に乗じてロックウェルを出し抜いてキーカードを手に入れるトムだったが、シャドウの攻撃を受けて瀕死の重傷を負う。怒りに我を忘れたソニックは、前作でテイルスとナックルズと共に交わした約束を無視し、マスターエメラルドを奪ってシャドウにリベンジを果たそうとする。
キーカードを手に入れたジェラルド達は、GUNを誘導し作らせていた決戦兵器・エクリプス・キャノンを起動させる。しかしこの時ロボトニックは始めてジェラルドとシャドウの目的が世界の破壊と人類の滅亡であることを知らされ、二人は対立。この間、ソニックとシャドウも互いにエメラルドの力でスーパー化し激突、勝負の末、ついにソニックはシャドウを圧倒する。そのまま復讐を果たそうとするが、トムに以前言われた言葉を思い出したソニックは思い留まり、シャドウのことを諭す。本当になすべきことを見定めたシャドウは、エクリプス・キャノンの破壊を決意し、その砲撃をスーパー化したソニックとふたりで受け止める。
ロボトニックはエクリプス・キャノンを止めようとしてジェラルドと争い、ついには彼を撃退する。世界を救うために行動したロボトニックと、エクリプス・キャノンを地球から遠ざけたシャドウ、ふたりは兵器の爆発の中へと消えた。
戦いの後、ソニックはテイルス・ナックルズと仲直りし、怪我から回復したトムとともに平和な生活へと戻っていくのだった。

## キャスト

### 声の出演
ソニック・ザ・ヘッジホッグ
声 - ベン・シュワルツ、日本語吹替 - 中川大志
超音速で走ることができる青いハリネズミ。チームソニックのリーダー。
前作で子供であり続けることを選んだこともあって相変わらず子供っぽさは抜けないものの素直になっている。
明朗快活な性格で二人を引っ張るが、終盤は家族で親友のトムをシャドウに傷つけられたことで憎しみに囚われ、テイルス・ナックルズとすれ違いを起こす。
スーパーソニック
ナックルズに凄んで強引に使用を許可させたマスターエメラルド（7つのカオスエメラルド）の力によって変身する。原作と同様その存在自体は一つだが、同時に触れることでソニックとシャドウが同時に変身することもできる。
シャドウ・ザ・ヘッジホッグ
声 - キアヌ・リーブス、日本語吹替 - 森川智之
黒く、赤い縞模様のハリネズミ。1974年にオクラハマの農場に落下した隕石の中に包まれていた生命体。その力に目をつけたGUNによって始まった「プロジェクト・シャドウ」と呼ばれる政府の秘密計画により、様々な実験を施されていた。
まるでモルモットのような扱いを受けていたが、唯一心を許したマリアとは親交を深めていく。
しかし事故によりマリアは死亡、恩人のジェラルドは投獄され、シャドウもその力を恐れつつも惜しんだGUNによって「コールドスリープ」という形で50年間封印されていた。
原作と同様のワープ能力を持っており、復活後はGUNの部隊をそれで全て退け、ソニックら三人を軽く片付けるなど随一の戦闘力を見せた。
憎しみの心に囚われつつも、ウォルターズに化けていたトムを攻撃して瀕死の重傷を負わせた際は、マリアの死を思い出して葛藤するなど優しい心を完全に捨て去ったわけではない。
先の件で罪悪感を覚えていたこともあり、ソニックとの戦いでは終始自暴自棄に戦っていたが、冷静さを取り脅したソニックに説得され考えを改める。そして自らの過ちを正すため、彼と連携してジェラルドを止め、自らを犠牲にして地球を救うことを成功する。
なおクレジットが終了後、リミッターのリングを拾うシャドウらしき姿が登場している。
スーパーシャドウ
ソニックと同じくエメラルドの力で変身する。始めこそ圧倒していたが、怒りを煽ったことで勢い任せに突っ込んできたソニックには敗れてしまう。
ナックルズ・ザ・エキドゥナ
声 - イドリス・エルバ、日本語吹替 - 木村昴
赤いハリモグラの戦士でエキドゥナ族最後の生き残り。かつてはロングクローの弟子として、一族の因縁からソニックを敵視していたが、前作での共闘を経てトムの家でソニックやテイルスの兄貴分として暮らしている。
スピンオフ作品「ナックルズ」で地球の暮らしや文化に慣れたためか、ソニック達とホラー映画を見て驚いたり、何らかの経緯でピカチュウのことを認知しており、テイルスがそれと間違われた際は真似してからかうなど前作より丸くなっている。
チーム内では本人曰く「100万％筋肉」を担当しており、話を本当に理解しているか怪しい場面もある。が、本心ではとても誠実であり、ソニックやテイルスとの誓いを忠実に守ろうとしている。
マイルス "テイルス" パウアー
声 - コリーン・オショーネシー、日本語吹替 - 広橋涼
黄橙色で2本の尾を持つキツネ。ソニックの相棒であり親友。本作ではナックルズと同様にトムの家で暮らしている。
相変わらずメカニックの天才であり、ソニックの地球来訪記念日のお祝いの準備を隠すためにホログラムを用意したり、GUNの本部に侵入する際は参謀役を担当した。
常にソニックのことを肯定している一方、チームワークを乱した時はしっかり口を出すなど前作よりも意見を前に出すようになっている。
この他に、メタルソニック、エミー・ローズがミッドクレジットシーンにカメオ出演している。

### 実写キャスト
ドクター・ロボトニック / アイヴォ（イーヴォ）・ロボトニック
演 - ジム・キャリー、日本語吹替 - 山寺宏一
ソニックの宿敵のマッドサイエンティスト。前作でソニックに倒された死んだと思われていたが密かに生存していた。
しかし前作での敗北からすっかり気持ちが萎えてしまい、日がな一日ソファーに座って無心に食べ続けるという堕落した生活をしていた。そのためお腹周りが肥満体になってしまった。
自身のドローンが勝手に使われていることに怒って犯人に思い知らせるためだけにソニックと共闘するも、その相手がその存在も知らなかった祖父のジェラルドであることを知り、彼の説得であっさり寝返る。
その性格上、親戚からも疎まれ、世間的にも鼻つまみ者にされていたことから、常に孤独に苛まれていたことが描かれている。
ジェラルドの計画に付き添っていたが、最終盤面になってその目的が世界の破滅だと知ると、支配したいロボトニックと意見が対立、一度はジェラルドに用済みと始末されかけるが、テイルスに救われてリベンジを達成する。
最後は支配できないなら世界を救おうと語り、エクリプス・キャノンの爆発の余波から地球を救うため遠ざけることを決意。ストーンに別れを告げながら爆発の中へと消えていった。
なお本作では始めて映像作品でフルネームである「アイヴォー（イーヴォ）」の名を名乗るシーンがある。
ジェラルド・ロボトニック
演 - ジム・キャリー、日本語吹替 - 山寺宏一
シャドウの計画の責任者である老科学者。ロボトニックの祖父であるが、50年間投獄されていたことから彼とは一度も出会ったことがなかった。
性格や頭脳はロボトニックに似ており、自信過剰で尊大な性格をしている。また、110歳という高齢だが、シャドウの針を密かに持ち込んだことで、その力により投獄された50年前とほぼ同じ肉体を維持している。
表面上はおどけた性格をしているがその本性はロボトニックを遥かに超えるほど冷酷で、自身を50年間閉じ込め孫娘のマリアを事故とは言え殺害するキッカケを作ったGUNを憎み続け、やがて人類そのものの存在を疎むようになっている。
地球破滅の目的を遂げるためならばどんな相手であろうと切り捨てる冷酷さを持ち、ロボトニックは愚か同じ悲しみを共有していたはずのシャドウも、目的を違えたとわかるや否や容赦なく消滅させようとしていた。
最後は始末したと思っていたロボトニックの不意打ちを受けて尻にソニックの針を刺され、身体を弾かれたことでエネルギーの渦に突っ込み、そのまま飲み込まれて消滅した。
トーマス・マイケル・“トム”・ワカウスキー
演 - ジェームズ・マースデン、日本語吹替 - 中村悠一
モンタナ州グリーンヒルズの保安官。ソニック、テイルスとナックルズの親友にして養父でもある人物。
相変わらずソニックのことを大事に思い、彼に自分を見失わないよう助言する。
本作では任務に出向いたソニックのことを心配しつつも、ソニックが来る前の静かな生活に一時的に戻ったことに少し安堵していたが、ソニックの要請でマディとともに助力する。
ホログラムの力を使ってランダルやウォルターズに化けてGUN本部に侵入したり上手く場を切り抜けるが、ウォルターズに恨みのあったシャドウに攻撃され、危篤に陥る。
マディ・ワカウスキー
演 - ティカ・サンプター、日本語吹替 - 井上麻里奈
獣医師でトムの妻。トムと同じく安堵していたものの、ソニックの助力要請に素直に従う。
姉のレイチェルに化けて彼女の真似をし、罵詈雑言を吐き散らした際はレイチェルになるのは気持ちがいいと感想を述べていた。
ウェイド・ウィップル
演 - アダム・パリー、日本語吹替 - 吉田ウーロン太
グリーンヒルズのトムの同僚で、保安官代理。本作ではマスターエメラルドの守護者としてナックルズにエメラルドを任されていたが、それを使ってホッケーの練習をしていた。
本作ではソニックにあっさりとエメラルドを奪われてしまうシーンのみの登場となった。
レイチェル
演 - ナターシャ・ロスウェル、日本語吹替 - 斉藤こず恵
マディの姉。本作では本人は登場せず、ホログラムでマディが変身する対象として登場した。
ランダル・ハンデル
演 - シェマー・ムーア、日本語吹替 - 咲野俊介
前作でレイチェルの婚約者として登場したG.U.N.のエージェント。その後実際に結婚したかは不明だが、本作では本人は登場せず、ホログラムでトムが変身する対象として選ばれた。
エージェント・ストーン
演 - リー・マジドゥブ、日本語吹替 - 濱野大輝
ロボトニックのアシスタント。本作では落ちぶれたロボトニックを献身的に支えるも、血縁との再会に湧く彼に蚊帳の外に置かれる。
それでもなお献身的に尽くし、ジェラルドやシャドウの邪な企みに気づいてからは助言をするも、祖父に嫉妬しているとみなされて直々に解雇を言い渡される。
最後はロボトニックから友として別れを告げられる。
ウォルターズ副議長
演 - トム・バトラー、日本語吹替 - 沢木郁也
軍事組織GUNの創設者にしてリーダーである統合参謀本部副議長。前作ではトムやソニック達と一度は敵対していたが、本作では協力関係を結んでいる。
かつてシャドウの実験施設で働いていた経験があり、シャドウとも顔馴染みである。マリアとの騒動でも彼は銃撃を止めようとしていた。
ソニックや達にシャドウの過去を話すが、ジェラルドの放ったドローンの攻撃に巻き込まれて殉職する。なおシャドウのことを哀れに思っていたようで、終始彼のことを救うようにソニックに願っていた。
ロックウェル
演 - クリステン・リッター、日本語吹替 - 渡辺明乃
GUNのエージェントの一人。ソニック達に出動を要請しにくるも、本当のところは彼等のことも信用していない。
ウォルターズの死後は彼等がデジタルカードキーを奪ったとしてその疑惑を強め、GUN本部に罠を張って待ち伏せていた。
マリア・ロボトニック
演 - アリーラ・ブラウン、日本語吹替 - 悠木碧
50年前に事故で死去したシャドウ唯一の親友。心を閉ざしていたシャドウと絆を深めて、いろいろなことを教えたり遊んだりして、仲良く過ごしていた。